# 南三陸311メモリアル
南三陸311メモリアル（みなみさんりくさんいちいちメモリアル）は、宮城県本吉郡南三陸町志津川の道の駅さんさん南三陸内に所在する東日本大震災の伝承施設。

## 解説
設計は、震災後から南三陸町の復興を支援してきた建築家の隈研吾によるもので、南三陸さんさん商店街・南三陸町震災復興祈念公園中橋と並ぶ、隈の「南三陸町3部作」の一つ。
「海と山、過去と未来を繋ぐ船」として防災と共存しながらも海と陸が切り離されないようなグランドデザインをイメージし、外壁には地元産の杉材が使われた。有料・無料のエリアに分かれており、町が受けた被害の解説のほか、フランスの現代美術家、クリスチャン・ボルタンスキーの作品が展示されている。

## 利用情報
- 開館時間：9:00 - 17:00
- 定休日：火曜日、年末年始（12月29日から翌年1月3日まで）

## アクセス
- 公共交通機関：気仙沼線BRT 志津川駅[4]、またはミヤコーバス 仙台_-_南三陸・気仙沼線「道の駅さんさん南三陸」より1分
- 車：三陸沿岸道路 志津川インターチェンジより3分[4]

## 周辺
- 道の駅さんさん南三陸
  - 南三陸さんさん商店街
  - BRT志津川駅
- 南三陸町震災復興祈念公園
  - 南三陸町防災対策庁舎（震災遺構）
- 高野会館（震災遺構）